# Hantili Ier
Hantili Ier était un roi hittite (1590-1560). Il épousa Harapsili, sœur de Mursili Ier, à qui il succéda. Il eut deux enfants naturels, une fille et un fils (Pishenis), et un fils adoptif (Zidanta). Hantili est un nom hattien signifiant « le premier ».

## Succession
Pendant le règne du roi Mursili Ier, celui-ci donna sa sœur, Harapsili, en mariage à Hantili. Avec l'aide de son fils adoptif Zidanta, Hantili conspira, assassina Mursili et prit le pouvoir par la force. Il ne fut pas perçu comme entièrement illégitime du fait du sang royal de sa femme.
L'histoire de sa succession fut décrite dans la proclamation de Telebinu :
"Hantili [...] avait Harapsili, [sœur] de Mursili, pour femme"
"Zidanta [...] s'est allié à Hantili et ils ont fait un contrat maléfique - ils ont tué Mursili"

## Règne
Nous savons peu de choses du règne d'Hantili Ier, hormis qu'il reconstruisit probablement le mur d'enceinte de Hattusa, jamais rebâti depuis la prise et la destruction de la ville par le légendaire Anitta.